# Gerontha acrosthenia
Gerontha acrosthenia är en fjärilsart som beskrevs av Aleksei Konstantinovich Zagulajev 1972. Gerontha acrosthenia ingår i släktet Gerontha och familjen äkta malar. Inga underarter finns listade i Catalogue of Life.

## Bildgalleri

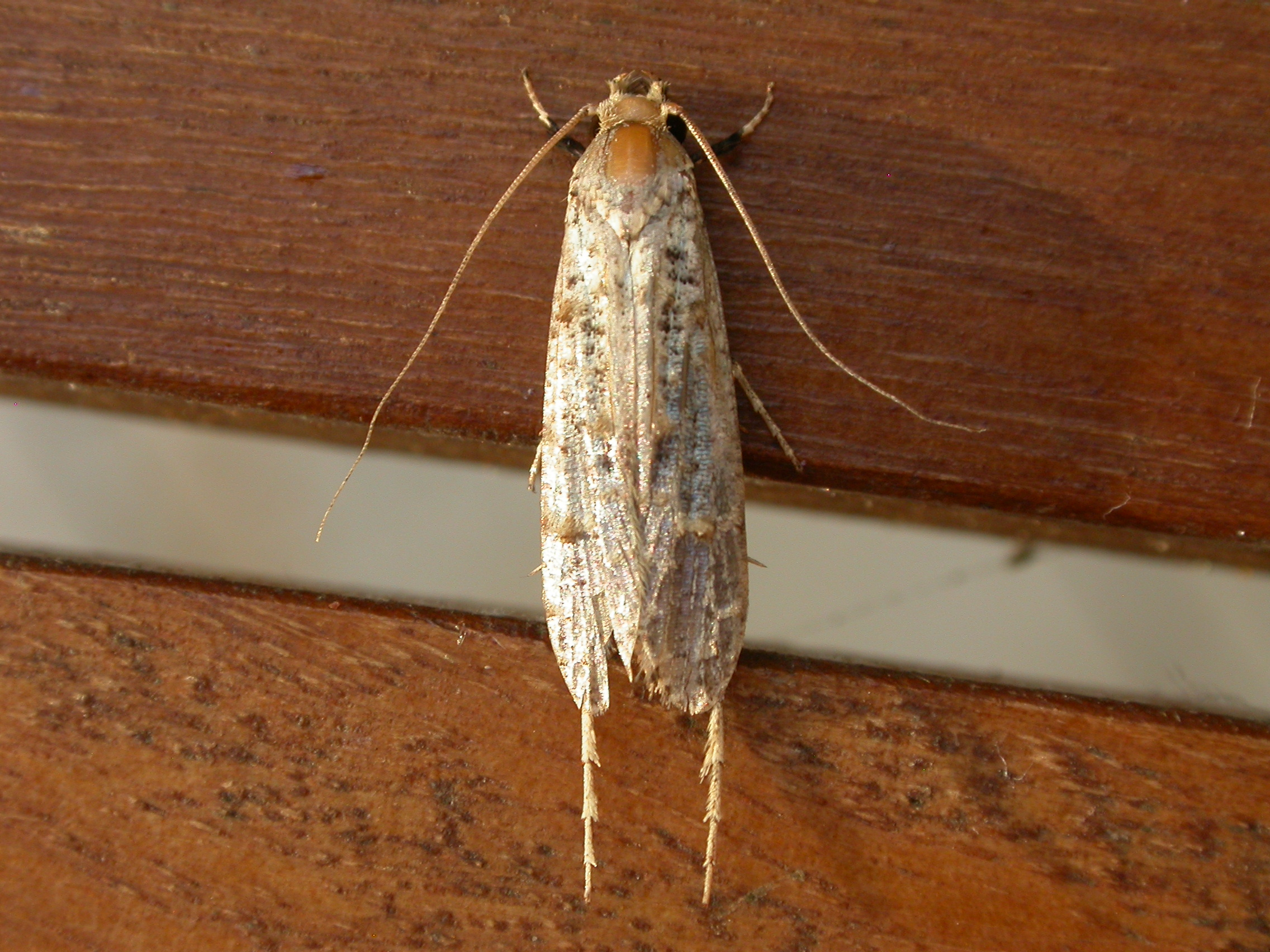